# Varennes-sur-Usson
Varennes-sur-Usson település Franciaországban, Puy-de-Dôme megyében. Lakosainak száma 315 fő (2022. január 1.). Varennes-sur-Usson Brenat, Parentignat, Saint-Rémy-de-Chargnat, Sauxillanges és Usson községekkel határos.

## Népesség
A település népessége az elmúlt években az alábbi módon változott:
| Lakosok száma | 268  | 278  | 285  | 285  | 293  | 300  | 308  | 308  | 315  |
|               | 2013 | 2015 | 2016 | 2017 | 2018 | 2019 | 2020 | 2021 | 2022 |